# Sellisternium
Sellisternium – polski zespół rockowy, powstały w 1999 roku w Bydgoszczy.
Pierwsze demo zespół nagrał w 2000 roku. W roku 2001 Sellisternium zawiesiło działalność. Po upływie dwóch lat grupa przystąpiła do ponownej działalności. Obecny skład to:
- Anna Pietrzak – wokal, teksty
- Marcin Koleniec – gitary
- Kuba Mikulski – perkusja
- Łukasz Finc – bas
- Weronika Maniakowska – altówka

We wcześniejszych latach w zespole grali również: Piotr Kowalski (instrumenty klawiszowe), Piotr Grugel (perkusja), Robert Puk (gitara basowa), Tomasz Kruszka (gitara), Karol Fromm (instrumenty klawiszowe), Radosław Pieńkowski (gitara basowa), Sabina Stankiewicz (perkusja).
W 2006 roku grupa zarejestrowała album-demo Furia celem poszukiwania wydawcy na swój materiał. W roku 2007 Sellisternium zostało zaproszone przez Sarę Noxx do współpracy przy tworzeniu płyty-składanki "XX-Ray: The best of...", w wyniku czego utwór "If You" w wykonaniu Sellisternium zostaje zamieszczony na tejże składance.
W tym samym roku Sellisternium nawiązało współpracę z amerykańską wytwórnią Renaissance Records, co zaowocowało podpisaniem kontraktu i wydaniem pierwszego albumu zatytułowanego Fury (światowa premiera miała miejsce 13 maja 2008 roku).
W 2010 roku Sellisternium zagrało na trasie Abracadabra Gothic Tour u boku grupy Closterkeller.